# Шкрјанче при Новем месту
Шкрјанче при Новем месту (словен. Škrjanče pri Novem mestu) је насељено место у општини Ново Место, регија Југоисточна Словенија, Словенија.

## Историја
До територијалне реорганизације у Словенији било је у саставу старе општине Ново Место.

## Становништво
У попису становништва из 2011. године, Шкрјанче при Новем месту је имало 47 становника.
| Број становника према пописима | Број становника према пописима | Број становника према пописима |
| ------------------------------ | ------------------------------ | ------------------------------ |
| 1991                           | 2002                           | 2011                           |
| 44                             | 41                             | 47                             |

Напомена: Године 1955. настала спајањем насеља Мало Шкрјанче и Велико Шкрјанче која су укинута. Године 2010. умањено за део насеља који је припојен насељу Ново Место.